# Речь Русина
Речь Русина («Concio Ruthena») — белорусское анонимное сатирическое произведение антирелигиозной направленности, созданное в 1-й половине XVIII века. Входила в рукописный сборник сочинений на белорусском, латинском и польском языках (например, в 1711—1741 годах). Написано латиницей на белорусском разговорном языке. В основе произведения рассказ о строении Вселенной, который представляется автору в виде жерновов, где бог «перемалывает» людей. В «Речи» критикуются тогдашняя действительность, несправедливое разделение материальных благ, вскрываются религиозные догмы и вера в божественную справедливость. В произведении чувствуется религиозное вольнодумство, использована барочная аллегория. Принадлежит, по-видимому, автору Второй речи Русина о рождении Христа.